# 余成悌
余成悌 （1919年8月17日—2009年9月14日），聖名巴爾多祿茂，中國陝西天主教漢中教區主教，與梵蒂岡有共融關係，但不為北京當局所承認。
1949年晉鐸。1950年代入獄，後因健康問題獲假釋。文化大革命後到城固縣服務。1981年晉牧後長期受打壓監視，2003年退休。2009年19月14日因胃癌去世。